# Saint-Gobain (Aisne)
Saint-Gobain település Franciaországban, Aisne megyében. Lakosainak száma 2313 fő (2022. január 1.). Saint-Gobain Barisis-aux-Bois, Bertaucourt-Epourdon, Bucy-lès-Cerny, Crépy, Deuillet, Fourdrain, Fressancourt, Prémontré, Saint-Nicolas-aux-Bois, Septvaux, Servais és Cessières-Suzy községekkel határos.

## Népesség
A település népessége az elmúlt években az alábbi módon változott:
| Lakosok száma | 2893 | 2278 | 2321 | 2349 | 2274 | 2269 | 2282 | 2294 | 2304 | 2313 |
|               | 1968 | 1982 | 1990 | 2006 | 2013 | 2015 | 2017 | 2019 | 2020 | 2022 |